# Hourman (androide)
Hourman (Matthew Tyler) è un personaggio immaginario e un supereroe creato da Grant Morrison e Howard Porter. Basato sul personaggio di Rex Tyler della Golden Age, comparve per la prima volta in JLA n. 12 (novembre 1997).

## Biografia del personaggio

### Costruzione nell'853º secolo
L'Hourman dell'853º secolo è un androide (anche se descrisse sé stesso come una "intelligente colonia di macchine") costruito dalla Tyler Chemorobotics (ex TylerCo). Anche se è un androide, possiede la piena gamma di emozioni e difetti identici a quelli umani. Nondimeno, la tecnologia con la quale fu costruito è più avanzato di qualsiasi cosa concepibile nel XX secolo.
Perché l'androide fu costruito è sconosciuto, anche se sembra che fu commissionato dal nuovo dio Metron, che decise di farne il suo rimpiazzo e apprendista. Rex Tyler (l'Hourman originale), che fece da matrice biologica per l'androide, passò qualche tempo nel futuro e coinvolto nella costruzione.

### JLA: Rock of Ages
Poco dopo la sua costruzione, Metron appuntò Hourman come suo erede e gli affidò il Worlogog. Il Worlogog è un antico artefatto contenente una mappa dello spazio/tempo dal Big Bang alla Fine in miniatura.
Il Worlogog, nella forma di una pietra, fu persa per secoli sulla Terra finché non fu trovata da una squadra della LexCorp, e fu soprannominata "Pietra filosofale". Lex Luthor, non comprendendo a pieno la pietra, la utilizzò per manipolare l'alieno Jemm con la sua Injustice Gang contro la Justice League of America. La JLA (più che altro Batman, Martian Manhunter e Superman) sconfisse Luthor e mentre Superman si preparava a distruggere il Worlogog, si creò una divisione temporale.
Se Superman avesse distrutto la pietra, il criminale Darkseid sarebbe stato in grado di conquistare e soggiogare la Terra. Il Metron di quel futuro, corrotto, viaggiò indietro nel tempo per mettere insieme un gruppo di Leaguers che avrebbe cercato la pietra, così che sarebbe potuta (a loro insaputa) cadere nelle mani di Darkseid.
Una linea temporale in cui Superman non distrusse la pietra, tuttavia, rimase, e per contrastare il Metron criminale, lo stesso Hourman viaggiò nel tempo, in cerca dei Leaguers che ricercavano la pietra. Fu in grado di convincere la Lanterna Verde Kyle Rayner del terribile futuro che sarebbe seguito se avessero trovato la pietra, e convinse Aquaman e Flash a cercare di fermare Darkseid. I tre eroi finirono nella linea temporale alternativa in cui Darkseid aveva vinto, e con l'aiuto dei loro compagni sopravvissuti, riuscirono a loro stessi a viaggiare indietro nel tempo e a lasciare un messaggio telepatico a Martian Manhunter, che fermò Superman prima che distruggesse la pietra.
Il Worlogog fu dato in mano al vero Metron, che la passò ad Hourman, che infine sorpassò il suo ruolo di apprendista e divenne il maestro del tempo e dell'Ipertempo, mentre nel frattempo otteneva l'adesione alla Justice Legion A.

### DC One Million
Hourman fu poi fondamentale nell'organizzazione delle celebrazioni per il ritorno di Superman Prime all'853º secolo. Hourman utilizzò il Worlogog per trasportare la Justice Legion A nel passato ad incontrare la Justice League originale, e inviò quindi la JLA nel futuro a partecipare in una specie di "super olimpiadi". Tutto andò secondo i piani, ad eccezione del criminale Solaris, che mise un virus (chiamato Hourman Virus) nel corpo dell'androide al fine di disabilitare le sue abilità di viaggio temporale nel momento in cui raggiunse il passato. Quindi la Legion fu bloccata nel passato e la League nel futuro.
L'Hourman Virus si diffuse alla Justice Legion e quindi al resto del mondo, e che afflisse sia gli umani che le macchine. Così, la popolazione metaumana divenne ostile verso la Legion, e dovettero anche avere a che fare con Vandal Savage. Venne fuori che il virus era il programma centrale di Solaris, e che la Legion doveva creare un corpo nel XX secolo per Solaris, così che il virus potesse essere scaricato in questo nuovo corpo. Hourman fu paralizzato dall'autocommiserazione.
Nondimeno, il Virus Hourman fu sopraffatto e Hourman poté viaggiare indietro nel futuro, e come tale, lui e la Legion poterono assistere alla sconfitta di Solaris per mano di Superman Prime, Superman M* e Lanterna Verde.
Durante la celebrazione, Hourman raggiunse il passato, pochi secondi prima che Krypton esplodesse e creò un duplicato del pianeta nell'853º secolo. Quindi ritornò indietro e vi insediò gli abitanti di Krypton appena poco prima che il pianeta esplodesse, e appena pochi secondi prima del lancio del razzo di Kal-El. Così fu creato il mondo di Nuova Krypton dove Superman Prime poté vivere tra altri kryptoniani super potenti, inclusi i suoi genitori, come dono per i suoi compagni nella Justice League e Justice Legion.

### L'ngresso nella League
Dopo il termine delle celebrazioni, Hourman si sentì inadeguato, poiché fu utilizzato tanto facilmente da Solaris come portatore del Virus Hourman. Decidendo che necessitava di una crescita personale maggiore, viaggiò nel XX secolo, dato che lì sarebbe potuto crescere a differenza del meraviglioso 853º secolo. Così, giunse alla Torre di Guardia della Justice League of America, dove servì da rimpiazzo per Martian Manhunter (che si prese un po' di tempo per sé). Appena entrato, in qualche modo fece subito una gaffe temporale, chiedendo che fosse arrivato prima o dopo l'invasione della 5ª dimensione.
Giunse alla Torre di Guardia, segnalando in anticipo che stava arrivando. Non sentendosi subito a suo agio nella League tuttavia, utilizzò la sua vista nel futuro per evitare occasioni multiple di discussione che secondo lui non erano necessarie. Infine, alcuni membri decisero che era il caso di interagire con lui, e decisero che Batman era l'unico che avrebbe potuto mettere un po' di buon senso in Hourman.
Anche se infuriato dall'interferenza, spiegò ad Hourman l'importanza di pensare prima di agire. Hourman accettò il consiglio piuttosto letteralmente e utilizzò la sua vista nel futuro per sapere della storia della JLA attraverso le esperienze di Batman. Da quelle esperienze, Hourman decise che la persona più adatta a guidarlo nella sua crescita personale era la mascotte originale della squadra e comune essere umano, Snapper Carr.

### Serie individuali
Hourman e la League trovarono Snapper che li aspettava in una caffetteria Happy Harbor. Grazie alla manipolazione del tempo involontaria di Hourman, Snapper ricevette una premonizione e seppe che doveva aiutarlo. Così, Snapper soprannominò l'androide "Matthew Tyler" e lo prese sotto la sua ala, e i due erano fatti per stare insieme.
Dopo che Hourman incontrò l'androide Amazo, fu convinto che c'era molto più della responsabilità. Snapper lo aiutò a capire che aveva problemi ad adeguarsi nel mondo normale a causa del potere che aveva. Era praticamente onnipotente, e poteva manipolare il tempo a volontà, non imparando mai dai suoi errori, e che era questo che lo ostacolava, e non la sua mancanza di esperienza.
Proprio come aveva agito prima, impulsivamente, Hourman si concentrò nel distruggere il Worlogog, la fonte di quasi tutto il suo potere onnipotente, spargendone i componenti. Conservava ancora l'abilità di utilizzare la sua vista del futuro e abilitò di viaggio temporale per un'ora ogni 24 ore, così che era veramente Hourman adesso. Mantenne anche l'abilità permanente della forza e della velocità derivante dal Miraclo.
Questo non fu il solo effetto che Hourman ebbe dopo il suo incontro con Amazo. Si chiese se Amazo era il primo androide, e così l'Adamo degli androidi, e se erano fatti per essere cattivi. Per trovare una risposta a questo dilemma, Hourman andò alla ricerca del Professor Ivo, il creatore di Amazo. Nella sua ora di superpotere, venne a sapere di come Ivo e il Professore T.O. Morrow creò l'androide Donna del Domani, che distrusse il suo obiettivo pre-programmato di uccidere la League, e invece morì da eroina.
Hourman la resuscitò, e per gli ultimi cinquanta minuti di potere continuò quell'esistenza, cementando il suo status come eroina in quanto la Donna del Domani salvò delle vite e visse la sua al massimo. Lei invece insegnò ad Hourman le conseguenze che possono avere le sue azioni. In quel breve periodo, i due formarono una connessione che infine, quando la Donna del Domani scomparve alla fine dell'ora, lasciò Hourman con un buco di non esistenza nel cuore.

### L'ingresso nella Society
Mentre combatteva insieme alla JLA nella guerra della 5ª dimensione, Hourman incontrò la Justice Society of America, e grazie ai sentimenti e i ricordi posseduti dell'Hourman originale, si sentì legato a loro. Quando gli fu chiesto da Jay Garrick, partecipò al funerale di Wesley Dodds, il Sandman originale. Insieme agli altri presenti, fu trascinato nella battaglia per il futuro Dottor Fate. Alla fine di quell'avventura, si unì alla Society. Durante questo periodo, ci si riferì a lui semplicemente come "Tyler".
Quando Hourman incontrò Rick Tyler, figlio ed erede dell'Hourman originale, combatterono. Fecero poi ammenda quando Amazo, travestito dalla futura versione di Hourman, curò Rick dalla malattia che aveva contratto a causa della dipendenza da Miraclo. Dopo aver passato un altro po' di tempo con la Society, Hourman se ne andò per esplorare ancora la linea temporale, ma non prima di aver dato a Rick due regali: un'ora con suo padre nel Timepoint prima che Rex desse la vita per combattere Extant - utilizzando un guanto speciale, Rick poté viaggiare e tornare dal Timpoint per parlare con suo padre, e lì il tempo non sarebbe esistito per Rex mentre Rick era assente, ma una volta che l'ora fosse terminata, Rex sarebbe dovuto tornare a combattere Extant - e una clessidra riempita di tachioni che permisero a Rick la vista occasionale del futuro che avrebbe avuto luogo di lì a un'ora.
Recentemente fece ritorno su richiesta della Society quando Rick rimase bloccato nel Timepoint, ferito mortalmente. Rick fu salvato, anche se la sua ora nel Timepoint era scaduta ora né Rex né Rick sarebbero morti combattendo Extant. Invece, Matthew diede la sua vita e prese il loro posto, impersonando Rex con un ologramma, lasciandoli con la clessidra nel petto così da permettergli tornare a casa. Quando Rex disse ad Hourman che era vivo come chiunque di loro, nonostante fosse un androide, Hourman replicò che apprezzava questo commento molti più di quanto Rex potesse immaginare, e gli chiese di dare a sua moglie il suo amore prima di ritornare a combattere Extant. I suoi pezzi disintegrati furono ritrovati da Rex, che tentò poi di ricostruirlo.
Poco tempo dopo, Rip Hunter disse, durante un'alleanza con la JSA, che l'androide Hourman se ne sarebbe andato "per un anno relativo", indicando che sarebbe potuto ritornare.

## Poteri e abilità
Hourman viene chiamato semplicemente androide, ma in realtà è una colonia di macchine intelligenti (probabilmente una forma di nanotecnologia) creata dalla TylerCo in un lontanissimo futuro. Se danneggiata, questa colonia può moltiplicarsi senza sforzo e ripararsi. Il suo software è codificato con il codice genetico di Rex Tyler, che gli donò di conseguenza tutti i ricordi di Rex. Originariamente possedeva il Worlogog, che gli donava controllo completo sul tempo. Più avanti lo distrusse e mantenne solo alcuni frammenti di esso, ma non prima di aver assorbito tutti i ricordi di Batman a proposito della JLA.
Anche se non potente come in origine, Tyler aveva comunque super-forza, resistenza e velocità equivalenti a una persona sotto Miraclo. Era in grado di accedere ad un'"Ora di Potere", sessanta minuti durante i quali aveva potere sul tempo. Poteva fare una gamma di cose con questo controllo: muoversi tra i picosecondi, viaggiare nel tempo, utilizzare la sua vita futuristica (che gli permetteva di vedere il passato e il futuro di una persona, così come la sua età) o rendere le persone più vecchie o giovani, rallentare una persona senza bloccarla necessariamente, creare tunnel tra diversi periodi temporali, e condividere il potere con altri individui (anche se l'ammontare del tempo che fornisce loro lo depotenzia dei sessanta minuti che gli restano). Tyler attiva l'Ora di Potere con la volontà e la clessidra sul suo petto tiene il conto del tempo. Sembrano esserci alcuni dubbi sul quanto spesso possa utilizzare la sua Ora di Potere. Come l'uso del Miraclo da parte degli altri Hourman, qualche volta si disse che Tyler aveva solo un'ora di potere al giorno, mentre in altri periodi gli bastava attendere un'altra ora per ricaricarsi prima di poterla riattivare.
Tyler possiede anche una nave temporale che può richiedere dalla linea temporale. Lui è connesso a lei e la nave reagisce ai suoi pensieri. Solitamente compare come una nave di legno simil-vichinga adornata di orologi, ma può anche cambiare forma con il pensiero di Tyler, da una semplice zattera di legno a una nave spaziale futuristica, e può essere anche utilizzata come arma, come quando Hourman la utilizzò per intrappolare Extant. Questa nave può viaggiare nel tempo, alterare le linee temporali, o viaggiare nell'ipertempo.